# Gidófalvy Pál
Gidófalvy Pál dr. (Bogártelke, Kolozs vármegye, 1900–) ügyvéd, hírlapíró, politikus, országgyűlési képviselő. Hódmezővásárhelyen főispáni titkár, fogalmazó, tb. városi tanácsnok.

## Pályafutása
Az első világháború után szegedi joghallgatóként belépett egy csendőrzászlóaljba, ahol 1922-ig teljesített szolgálatot. 1924-től Hódmezővásárhelyen főispáni hivatal  titkára, fogalmazó, tiszteletbeli városi tanácsnok.  A Hódmezővásárhelyi TVE-nek elnöke, felelős szerkesztője a Délvidéki Sport című lapnak. 1935-től a Délmagyarországi Labdarúgók Alszövetség (DLASz) elnöke. 1939-ben a kormány az MLSZ elnökét nevezte ki miniszteri biztosnak. Gidófalvy a JT vezetésével a szegedi – eredetileg erdélyi – Gálffy Endrét bízta meg.

## Miniszteri biztos
Az 1938/39. bajnoki év végén a belügy a Vallási és Közoktatási Minisztérium javaslatára a nemzetközi téren elszenvedett vereségek kedvezőtlen hatására hivatkozva, politikai döntés alapján az OTT (Országos Testnevelési Tanács) javaslatára 1939 nyarán a kormány felfüggesztette a legnépszerűbb magyar sportág, a labdarúgás szövetségének önkormányzatát, a JB autonómiáját, és a vezetés élére Gidófalvy Pál személyében hatósági biztost nevezett ki. Az indoklás szerint: „A legnépszerűbb magyar sportág vezetéséből hiányzik a céltudatos nemzetnevelő készség. [...] Labdarúgásunk szelleme erősen elüzletiesedett, s emiatt az üzleties szellem miatt nem csak a sportszerűség gondolata szorult gyakran háttérbe, de a nemzeti fontosságú feladatok jelentősége is szenvedni volt kénytelen. [...] Mindezek a hibák és hiányosságok egyre jobban kimélyítették azt az ellentétet is, amely újabban a magyar labdarúgósport és a keresztény középosztály között kifejlődött. S az ellentéteket csak súlyosbította az a körülmény, hogy a nemzetnevelésben hathatós tényező szerepére hivatott magyar labdarúgósport vezetői közé nagy számmal kerültek be olyanok, akik a magyar ifjúság nemzeti szellemben való vezetésére nem alkalmasok.” (Nemzeti Sport 1939. június 20.)
Gidófalvy három és fél éves regnálása alatt az országban több egyesület hajtott végre ekkoriban önkéntes „őrségváltást”. Ugyan hivatalos rendeletet nem jelent meg (ekkor még) a sportegyesületek zsidótlanításáról, ám feltételezhetjük: a hatalom igyekezett meggátolni, hogy a klubokban zsidó vezetők tevékenykedjenek. Feltűnő ugyanis, hogy a második zsidótörvény kihirdetése után mintegy fél évvel a sportegyesületek egyre gyakrabban választottak „színtiszta keresztény” vezetőséget. Amikor a helyi hatalom nem támogatta tovább a Kispest FC-t, mert ügyeit „üzletemberek” intézik, a profi klub tisztikara és választmánya lemondott. 1940 végén a Magyarság „Zsidómentesen, újjászületve folytatja munkáját a III. kerületi Vívó és Torna Egylet” címmel számolt be a nagy múltú klubnál történtekről (a lap korábban sokszor ostorozta az egyesületet, amely – szerintük – az óbudai zsidóság vezetése alatt állt). Az erősödő fajelméleti nyomás és a zsidó vezetők visszaszorításának következményeként az NSC, a VAC és más kisebb egyesületek beszüntették a működésüket, illetve név- és vezetőség változtatásra kényszerültek.
Az 1940-41-es bajnokság kezdetén az MLSZ miniszteri biztosa Gidófalvy Pál, az akkori zsidó törvények szellemében igyekezett árjásítani a Hungária FC-t. Miután a Brüll Alfréd vezette elnökség nem volt hajlandó a kormány követelésének alávetnie magát inkább föloszlatták a Hungáriát. Az anyaegyesület, az MTK még létezett ugyan de rövidesen ezt is feloszlatták. Más okokból, de ugyancsak a megszűnés sorsára jutott a professzionális futball legsikeresebb vidéki egyesülete a debreceni Bocskai miután pénzügyileg nem birta a versenyt. A megszűnt egyesületek helyett a DiMÁVAG illetve a BSzKRT került be az NB I.-be. Később törvények mondták ki, hogy zsidók nem lehetnek tagjai sportegyesületnek, sőt 1944-ben azt is, hogy nem látogathatnak sporteseményeket.
A miniszteri biztos a játékvezetők közül, tagdíj nem fizetése címén kizárta a testület sok tagját, közöttük olyanokat is, akik a testület működésének kezdete óta megszakítás nélkül, becsülettel és tisztességgel, önzetlenül és fáradhatatlanul, minden anyagi ellenszolgáltatás nélkül, lelkiismeretesen dolgoztak. A játékvezetői testület vezetéséből kiszorították a zsidó származású vezetőket.
Csak a felszabadulás utáni törvényszéki tárgyaláson derült ki, hogy politikai tisztogatás történt, a baloldali magatartás, a faji megkülönböztetés miatt. Különösen érdekes az ügyben dr. Gidófalvy Pál szerepe, akit a belügyminiszter 1939. június 20.-tól kinevezett miniszteri biztosnak. Gidófalvy, a mellé kinevezett Négyes Bizottsággal közösen irányította a labdarúgó szövetség életét. Miniszteri biztosként végzett tevékenységét később a Budapesti Népbíróság vizsgálta, és népellenes bűnökben el is marasztalta.
Dr. Gidófalvy Pált az országgyűlési ülésen bizonyos pénzek felhasználásáért - amik a felszólalás időszakában visszafizetésre kerültek - megvádolták. A magyar labdarúgás áldatlan helyzetére is utalva 1941. április 2-án az országgyűlés ülésén vitéz Keresztes-Fischer Ferenc belügyminiszter bejelentette, hogy a Magyar Labdarúgó-szövetség függetlenségét helyreállította, ami nem jelentette az antiszemita tevékenység végét.
Gidófalvy Pál kormánybiztos és csapata olyan reformot hajtott végre, amelyeket más jelszavakkal 1945 után a népi demokratikus, majd az államszocialista sportvezetés is átvett (edzőtáborozások, kiemelt sportkeretek, az üzemekre és hivatalokba épített csapatszervezés, totális szabadidő mozgalom).

## Írásai
1934-ben Magyarországon több sportlap is megjelent, ezek közül a Délvidéki Sport, Hódmezővásárhelyen, Dr. Gidófalvy Pál főszerkesztő irányítása mellett hetenként egyszer, hétfőn jelent meg. Ára 20 fillér.